# Hirekandavadi, Holalkere
Hirekandavadi là một làng thuộc tehsil Holalkere, huyện Chitradurga, bang Karnataka, Ấn Độ.